# Ausseerland
Das Ausseerland  ist eine Kleinregion im Salzkammergut im Nordwesten der Steiermark im Grenzgebiet zu Oberösterreich. Geprägt wird es von zahlreichen Seen und den umliegenden Bergmassiven der Nördlichen Kalkalpen: Dachsteinmassiv, Sarsteinstock, Sandling und Totem Gebirge.
Als Ausseerland bezeichnet man sowohl das ganze Steirische Salzkammergut, als auch speziell dessen Nordteil, die Landschaft des Ausseer Beckens am Oberlauf der Traun.

## Geographie

### Raumgliederung
Das Ausseerland in der Obersteiermark, zwischen westlichen Ausläufern des Toten Gebirges und Dachsteinmassiv, ist eine eigenständige Region mit ihren kulturellen Eigenheiten.
Als Ausseerland wird im weiteren Sinne das Gebiet der vier Gemeinden Bad Mitterndorf, Bad Aussee, Altaussee und Grundlsee bezeichnet, insofern entspricht dieser Begriff dem des Steirischen Salzkammerguts. Die drei nördlichen Gemeinden (Altaussee, Bad Aussee und Grundlsee) liegen in einem Talkessel, dem Ausseer Becken, das nordwestlich vom Pötschenpass, westlich vom Koppenpass, und südlich vom Radlingpass begrenzt ist. Sie bilden das Ausseerland im eigentlichen Sinne, die heutige Großgemeinde Bad Mitterndorf (Mitterndorf und Pichl) bildet das Hinterberger Tal, das nochmals eine gewisse Eigenständigkeit hat.
Obschon die Traun westwärts zwischen Dachstein und Sarstein durchbricht, ist nicht dieses Engtal, das Koppental, das zum wenig verkehrsgünstigen Hallstätter See führt, die Hauptachse nach Norden in das Innere Salzkammergut, sondern die gut fahrbare Pötschen über die niedrigen Kuppen der oberen Trauntaler Berge zwischen Sarstein und Totem Gebirge. Topographisch ist im Süden die Gliederung am Radlingberg (1545 m ü. A.) mit dem Radlingpass auf der Seite des Toten Gebirges zwar gegeben, hydrographisch stellt sich der Raum aber anders dar: Einer der Quellflüsse der Traun, die Kainischtraun, fließt zwischen Dachsteinstock und Radlingberg nordwärts, der Ortsname findet sich in der Unterkainisch bei Aussee ebenso wie in Äußeren Kainisch bei Pichl, zusammen Kainischtal genannt. Die Wasserscheide zur Salza und Enns ist erst Knoppen, und zum Hinterbergertal gehört auch noch der eigenständige Enns-Nebenfluss Grimming (Passlage Klachauer Höhe) mit dem Nebental der Tauplitz. Damit ist die Abgrenzung der Ausseer Beckenlandschaften zum Großraum des Steirischen Ennstals hier fließend, und eher an den Talpässen des Grimmingstocks gegeben, was den Ausseerland-Begriff im weiteren Sinne bildet.
Das Zentrum des Ausseerlandes ist die Stadtgemeinde Bad Aussee. Der Luftkurort Altaussee ist bekannt für seine Zweitwohnsitze von Prominenten aus dem In- und Ausland. In der Gemeinde liegen der Altausseer See und der Ausseer Hausberg Loser. Größter Betrieb Altaussees ist das Salzbergwerk am Sandling. Die dörfliche Gemeinde Grundlsee liegt am 5,7 km langen Grundlsee und ist in erster Linie im Sommer gut frequentiert.
Von der Tressensteinwarte, welche 2013 am Gipfel des zentral zwischen Altausseer See, Bad Aussee und dem Grundlsee gelegenen Tressenstein errichtet wurde, bietet sich ein ausgezeichneter Rundblick über das Ausseerland.

### Seen im Ausseerland
Das Ausseerland ist, wie das gesamte Salzkammergut, besonders wegen seiner Seen bekannt. Es ist die Seenlandschaft des nordöstlichen Traunquellgebiets. Wirtschaftlich wie auch kulturell bilden die Seen und ihr Fließgewässer die Basis der Kleinregion, als wichtige Verkehrsroute, in Fischerei und historisch Holztrift für die Salinen, heute im Tourismus.
Das Quellgebiet der Traun, dem Hauptfluss des Salzkammerguts, ist umfangreich, und erstreckt sich vom Südende des Hallstätter Sees (mit ergiebigen Karstquellen) über den Quellfluss Kainischtraun im Süden an der Nordostflanke des Dachsteinmassivs bis hin zu Altausseer Traun und Grundlseer Traun. Letztere beide entspringen den beiden Hauptseen des Ausseerlands, dem Altausseer See und dem Grundlsee. Deren beiden Talungen ziehen sich ostwärts in das Tote Gebirge und bilden zwei Seenketten, die durch die unterirdischen Zu- und Abflüsse im Kalkkarst der Talungen und Hochplateaus an der Oberfläche unterbrochen sind:
- Altausseer See → Ostersee, mit Bergsee Augstsee
- Grundlsee → Toplitzsee mit Kammersee (Traun-Ursprung) und Bergseen Vorderer und Hinterer Lahngangsee, Elmsee, Henarsee, Dreibrüdersee[3]
- Sommersbergsee, westlich, am Ischlkogl,  (Abfluss über Kirchlatzbach zur Koppentraun)
- Wildensee, Bergsee  nordöstlich des Altausseersees, gehört schon zum Einzugsgebiet des Offensees (zur Traun bei Ebensee)

Der Quellsee der Kainischtraun, der Ödensee, hydrographisch noch Alpennordrand, wird der Talpass-Landschaft des Hinterberger Tals zugerechnet.

## Geschichte

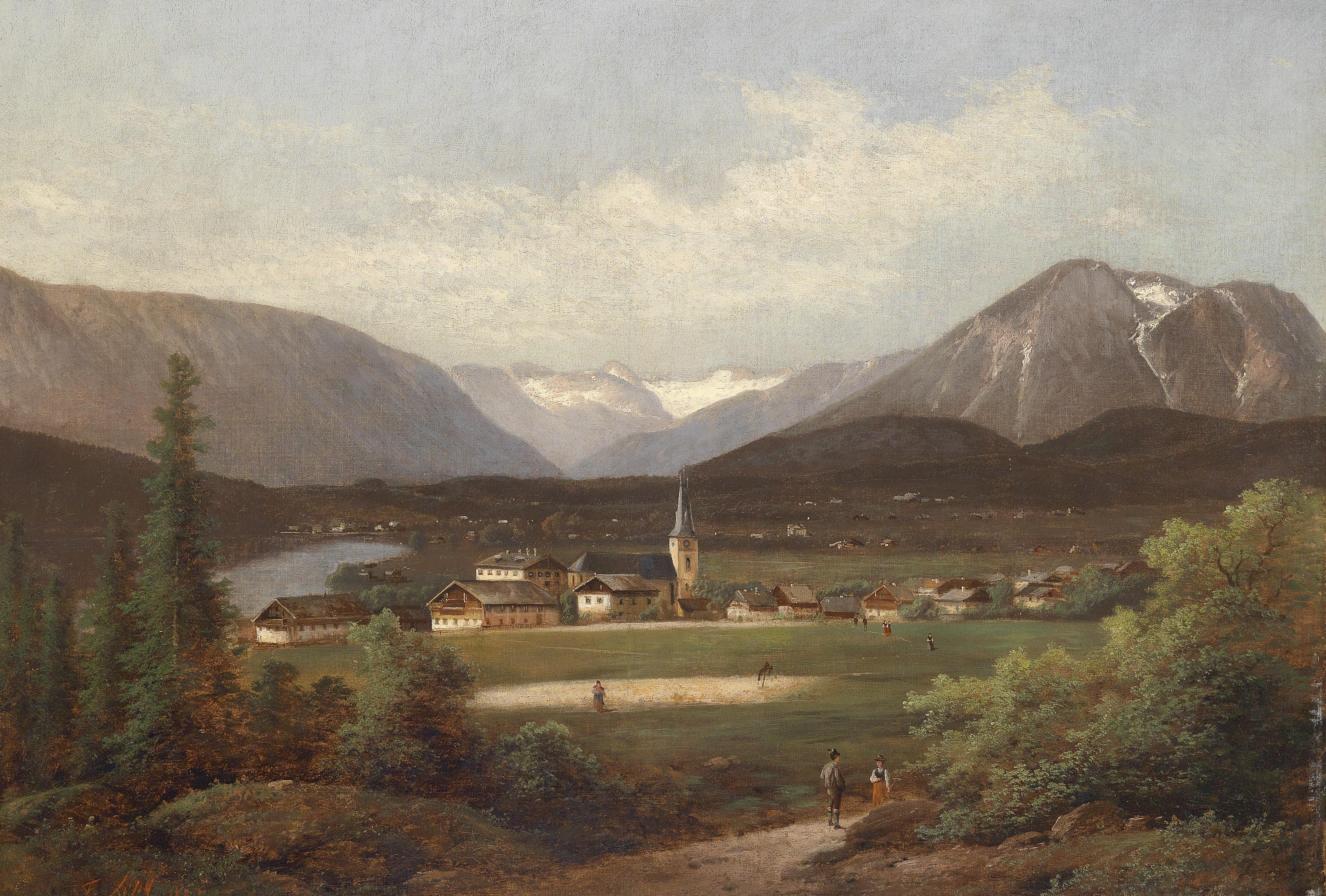
Ferdinand Lepié: Blick über den Altausseersee, 1883

Keltische Besiedlung ist im Zusammenhang mit dem Hallstätter Salzberg wahrscheinlich, römische ist im Ort Bad Aussee und am Michlhallberg an der Pötschen nachweislich, slawische Nachbesiedlung in vielen Ortsnamen.
Erste urkundliche Erwähnung im Raum ist vermutlich wieder der Michlhallberg (777), der dann zu der Zeit noch oder schon wieder gut in Betrieb war.
Die erste urkundliche Nennung des Namens in Awse findet sich im Jahr 1246, genannt ist entweder ein Raumname in Bezug zum Salzberg, oder schon für die Salzpfannen beim Ort Bad Aussee. Der Name wird ebenfalls auf eine slawische Wurzel bezogen.
Das Ausseerland wurde anfangs Teil des bairischen Traungaues. Bis ins 15. Jahrhundert war das Salzkammergut samt dem Ausseerland direktes Eigentum des österreichischen Herzogs (Kammergut). Das Ausseerland war die Herrschaft Pflindsberg – das Hinterbergertal aber war Teil der Grafschaft Ennstal, mit der Burg Grauscharn/Pürgg als Verwaltungszentrum. Durch einen Streit bezüglich des Salzabbaus wurde jedoch das Ausseerland der Steiermark übergeben. Die Ausseer Saline konkurrierte auch mit dem Ischler Salzberg. Die genauen Landesgrenzen waren vom Dachsteinplateau über die Blaa-Alm bis ins westliche Tote Gebirge noch Mitte des 19. Jahrhunderts umstritten.
Eine Religions-Reformations-Kommission setzte im protestantisch gewordenen Ausseerland ab 1599 die Gegenreformation durch.
Das steirische Salzkammergut hatte in der Monarchie immer ein eigenes Gericht, nach Pflindsberg im Verlauf des 16. Jahrhunderts als Gerichtsbezirk Bad Aussee. Es bildete ab 1837 den Bezirk Pflindsberg im Judenburger Kreis, ab 1848 im Bezirk Liezen, ab 1868/72 die eigene Expositur Aussee im Bezirk Gröbming – erst 2002 wurde es dem Gerichtsbezirk Irdning zugeteilt, 2013 dem Gerichtsbezirk Liezen. Im Zuge der Schaffung der Ortsgemeinden 1848/49 wurden die beiden Täler in sieben Gemeinden gegliedert, Bad Aussee, Altaussee, Grundlsee, Reitern, Strassen, Pichl bei Aussee und Mitterndorf.
Im Zuge des Anschlusses Österreichs und der Neugliederung der Alpen- und Donau-Reichsgaue, wie die „Ostmark“ ab 1942 hieß, wurden die Ausseerland Gemeinden Pichl und Mitterndorf in die Verwaltungseinheit Gau Oberdonau (Oberösterreich) inkorporiert. Verordnet wurde das schon 1938, in die Praxis umgesetzt erst August 1939. Gleichzeitig wurde über eine Gemeindefusion diskutiert, bis zu einer Gesamtgemeinde hin, letztendlich wurde nur Bad Aussee erweitert (de facto 1942/43). Geprägt waren die Kriegsjahre von zunehmend rigiden Polizeikontrollen, als einer der Kernräume der fiktiven Alpenfestung sollte das Tal als Bergungsort für die geraubten Kulturgüter Europas und Rückzugsraum der Parteispitzen dienen. Gleichzeitig war es auch einer der Kristallisationspunkte des NS-Widerstands.
Das Land als Teil von Oberösterreich setzte sich auch in der Besatzungszeit fort, wo das Gebiet der US-amerikanische Zone zugerechnet wurde. Die Rückgliederung wurde diskutiert, aber insbesondere die örtlichen Fremdenverkehrsbetreiber setzten sich für eine geschlossene Region Salzkammergut ein. Es war sogar eine Volksbefragung in Gespräch, letztendlich gab aber die verfassungsgemäße Rücksetzung des gesamten österreichischen Rechts in toto in den Zustand vor 1938 den Ausschlag zur Rückgliederung. Erst am 1. Juli 1948 wurde es wieder der Steiermark angeschlossen.
Das spätere 20. Jahrhundert war geprägt von einer landesübergreifenden Zusammenarbeit im Dreiländereck des Dachsteins: 1997 wurde dessen Kernraum das UNESCO-Welterbe Hallstatt–Dachstein Salzkammergut, 2002 wurde die Tourismusregion Ausseerland – Salzkammergut – wieder mit Hinterberg – Mitglied der gemeinsamen Tourismusregion Salzkammergut (in Form einer GmbH). Während aber das Hinterbergertal über Wintertourismus verfügt, und sich auch mit den bedeutenden Schizentren um Schladming und Haus (Urlaubsregion Schladming–Dachstein, gleichnamige Skiregion der Ski Amadé) kooperiert, hat das Ausseerland mit seinen Seen primär Sommertourismus, der sich auch zum Ischler Großraum hin orientiert.

## Kultur und Veranstaltungen

### Narzissenfest

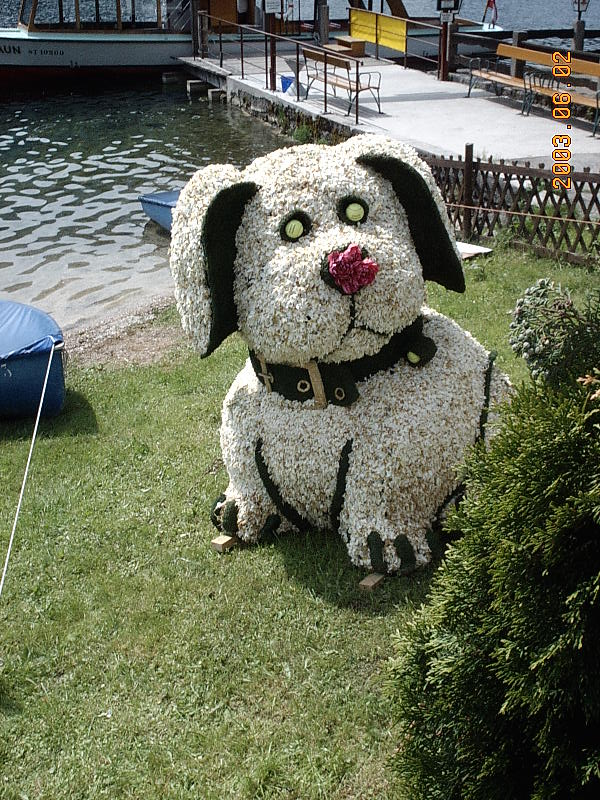
Ein Hund aus Narzissen beim Narzissenfest.

Alle Jahre zieht es Ende Mai, Anfang Juni viele tausende Besucher zum Narzissenfest, dem bekanntesten Blumenfest in Österreich. Der Blumenkorso beginnt seine Reise in Bad Aussee und endet jedes Jahr abwechselnd an einem der nahe liegenden Seen (Altausseer See oder Grundlsee).

### Trachten

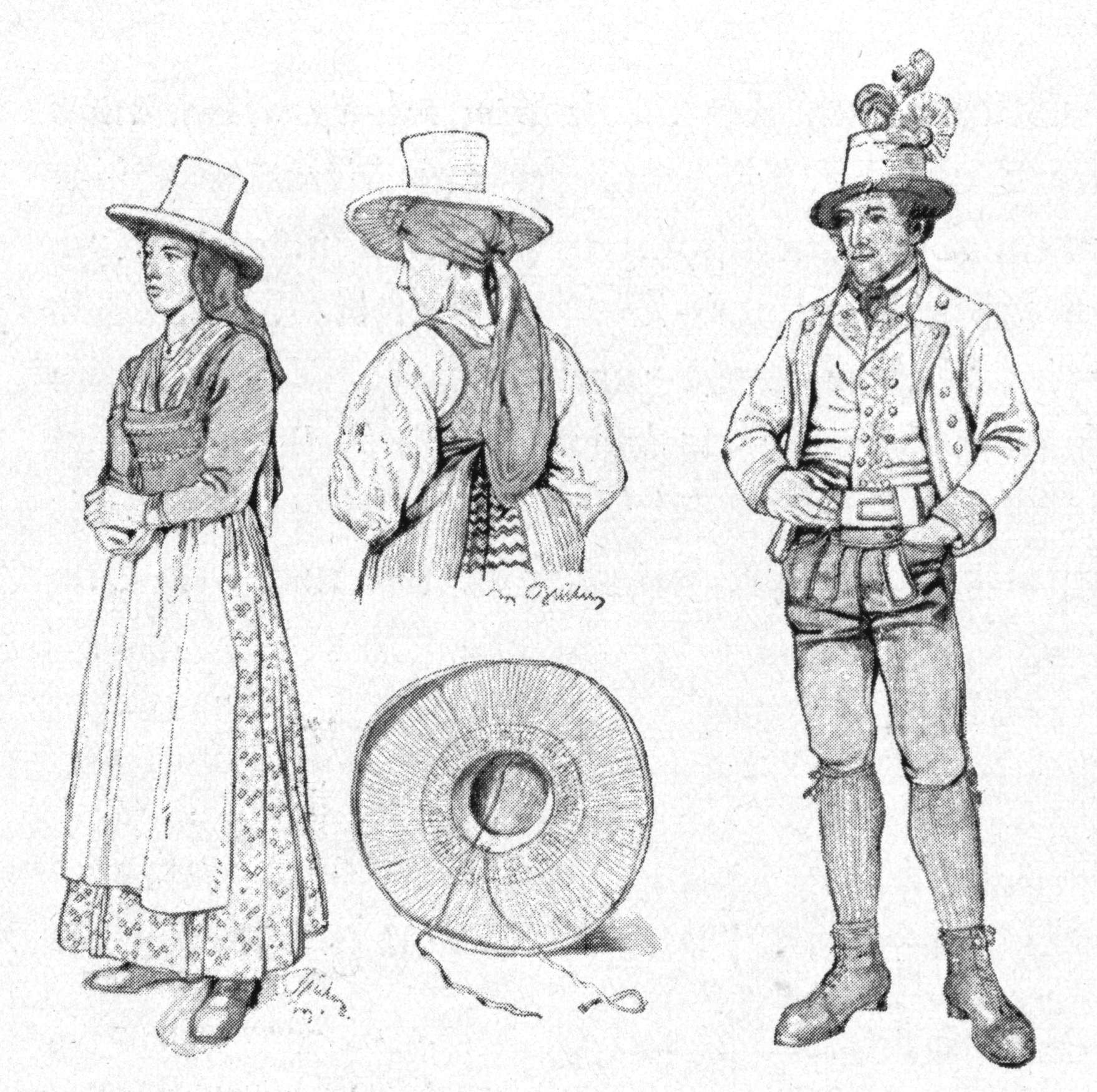
Grundlseer Trachten, um 1840. Aus: Mautner-Geramb: Steirisches Trachtenbuch, 1935

Augenfällig ist, dass Trachten im Ausseerland von der einheimischen Bevölkerung – nicht nur von den Älteren – auch im Alltag getragen werden, also auch außerhalb des folkloristisch-touristischen Bereichs und auch außerhalb besonderer Anlässe. Bezeichnenderweise gibt es im gesamten Ausseerland keinen einzigen Trachtenverein.
In Bad Aussee gibt es mehrere Handwerksbetriebe, die Trachtenerzeugnisse herstellen. So gibt es Hutmacher, Dirndlschneidereien, Lederhosenmacher, Federkielsticker und Schneider. Geschätzte 200 Personen leben in Bad Aussee und Umgebung direkt von der Tracht.

### Fasching
Im Ausseerland finden alljährlich Faschingsveranstaltungen statt. Zu den „heiligen 3 Foschingtog“ sind nicht nur die Trommelweiber und die Flinserl, sondern auch viele private Maschkeragruppen in den Ausseer Landgemeinden unterwegs. Veranstaltungen wie „Maschkerarodeln“ blicken auf eine lange Tradition zurück und sind in der Bevölkerung beliebt.
2017 feierte der Ausseer Fasching sein 250-jähriges Jubiläum und wurde zum immateriellen Kulturerbe der UNESCO erklärt.

### UNESCO-Welterbe
1997 hat die UNESCO den Dachsteinstock und Sarstein mit Umgebungsflächen im Ausseerland, dem inneren Salzkammergut – insbesondere Hallstatt – und den Gemeinden Gröbming, Haus im Ennstal und Ramsau am Dachstein sowie im Salzburgischen Filzmoos zum Welterbe Hallstatt-Dachstein/Salzkammergut erklärt. Der Ausseer Anteil ist vergleichsweise klein.

## Freizeit und Sport
Während der Wintermonate ist Skifahren in den beiden Skigebieten Loser und Tauplitz möglich. Weiter bietet die Region Ausseerland ein großes Netz für Langläuferinnen und Langläufer mit mehr als 200 km gespurten Loipen. Mit der Loipe auf der Tauplitzalm, ist Langlaufen im Ausseerland meist schon im frühen Winter und bis ins Frühjahr möglich.
Das Eisstockschießen gehört zu den am häufigsten betriebenen Sportarten der Einheimischen. Eisstockschießen ist zugleich auch ein gesellschaftliches Ereignis, was sich wiederum in den vielen Ligen und Meisterschaften widerspiegelt. So gibt es Meisterschaften auf Gasthäuser, Ortsteile, Gemeinden und auf das gesamte Ausseerland bezogen. Zudem spielen Teams aus dem Ausseerland in der oberösterreichischen Landesliga.
- Ausseer Taubenschießen
- Stahelschießen: „Stahel-Schießen“ heißt im Salzkammergut die hohe Kunst, mit der Armbrust das Zentrum der Schützenscheibe zu treffen.
- Plattlwerfen: Zeitvertreib bis hin zu Meisterschaften
- Kaiserschießen: Früher üblich, aber seit dem Ende der Monarchie nicht mehr weitergeführt.[18]